# Dzhangonavut
Dzhangonavut är en ort i Azerbajdzjan.   Den ligger i distriktet Lerik Rayonu, i den södra delen av landet, 210 km sydväst om huvudstaden Baku. Dzhangonavut ligger 716 meter över havet och antalet invånare är 311.
Terrängen runt Dzhangonavut är huvudsakligen kuperad, men åt sydväst är den bergig. Närmaste större samhälle är Lerik, 9,6 km väster om Dzhangonavut. 
Omgivningarna runt Dzhangonavut är en mosaik av jordbruksmark och naturlig växtlighet. Runt Dzhangonavut är det ganska tätbefolkat, med 60 invånare per kvadratkilometer.